# Llanrumney
Llanrumney (in lingua gallese Llanrhymni = llan sottodivisione amministrativa + rhymni dal nome del fiume locale che scorre lungo la Rhymney Valley) è un distretto e una comunità del Galles, che fa capo alla città di Cardiff.
Conta oltre undicimila abitanti ed è confinante con le aree di St Mellons, Pentwyn and Rumney.
Sede di una scuola secondaria (la Llanrumney High School) e di numerose scuole primarie, è conosciuta anche per aver dato i natali al famoso corsaro Henry Morgan, conosciuto con l'appellativo di Morgan, il pirata.